# Yvonne Vera
Yvonne Vera, född 19 september 1964 i Bulawayo, Zimbabwe, död i AIDS-relaterad hjärnhinneinflammation 7 april 2005 i Kanada, var en prisbelönad zimbabwisk författare. Hennes romaner behandlar svåra ämnen, är kända för sin poetiska prosa och starka kvinnliga karaktärer, och knyter tydligt an till Zimbabwes hårda historia. Av dessa skäl har hon blivit mycket läst i kretsar som intresserar sig för postkolonial afrikansk litteratur. Hon studerade en tid i Kanada, och doktorerade i litteraturvetenskap vid York University. 

## Priser och utmärkelser
- 1999 – Afrikas röst
- 2004 – Tucholskypriset